# Abourma
Abourma est un site d'art rupestre situé au nord-ouest de la république de Djibouti. Pour l'archéologue Benoît Poisblaud, il s'agit du site « le plus important actuellement connu dans le pays, mais aussi dans toute l’Afrique de l’Est ».

## Description
Le site a été dévoilé par une équipe d'archéologues français en 2008. Il est n'est accessible qu'à pied depuis le village de Giba Gebiley, au nord de Randa. 
Abourma comprend environ 930 panneaux gravés, répartis sur 3 000 mètres sur les falaises à l'ouest d'un oued. Ils représentent principalement des animaux, mais aussi des hommes en action (chasse, capture…). Le site est inscrit dans la liste indicative du patrimoine mondial UNESCO à Djibouti. 